# Max von Haken
Max Eugen Einard von Haken (* 29. März 1863 in Riga; † 26. Januar 1917 in Niederlößnitz) war ein deutscher Kapellmeister und Musiklehrer.

## Werdegang
Haken erhielt eine Kapellmeisterausbildung an der Königlich Bayerischen Musikschule in München, bei Josef Gabriel Rheinberger. Ab September 1890 wirkte er in Riga. Ab 1902 war er Dirigent des Dresdner Mozartvereins.
Im Jahr 1914 war Haken in Dresden in der Bürgerwiese 1 gemeldet, in seinem Todesjahr 1917 bewohnte Haken zur Miete die heute denkmalgeschützte Villa Sanssoucie in der Borstraße 47 in Niederlößnitz.

## Werke

### Musikwerke
- Manru / von J. J. Paderewski. Text von Alfred Nossig. Textl. u. musik. erl. von Max v. Haken, Leipzig : H. Seemann Nf., 1902.
- Der polnische Jude : Volks-Oper in 2 Akten / von Carl Weis. Text nach Erckmann-Chatrian von Victor Léon ; Richard Batka. Textl. u. musikal. erl. von Max v. Haken, Leipzig : H. Seemann Nf., 1902.

### Schriften
- August Klughardt. (=Der Musikführer. Band 259) H. Seemann Nachf., 1902.